# Сусли
Су́сли — село в Україні, в Звягельському районі Житомирської області. Населення становить 1008 осіб (2023).

## Історія
Виникло село 1577 року. Неподалік села є давньоруські кургани X–XIII ст.
У кінці XIX-го століття село Новоград-Волинськогго повіту Смолдирівської волості. Дворів 13, мешканців 95. Церква з 1771 року.
У період загострення сталінських репресій в 30-ті роки минулого століття органами НКВС безпідставно було заарештовано та позбавлено волі на різні терміни 69 мешканців села, з яких 62 особи — розстріляно. Нині всі постраждалі від тоталітарного режиму реабілітовані і їхні імена відомі.
1. Бовсуновський Йосип Казимирович
2. Бенковська Розалія Іванівна
3. Боревич Людвіг Йосипович
4. Бучинський Іван Людвігович
5. Бучинський Йосип Францович
6. Бучинський Семен Йосипович
7. Васьковський Микола Феліксович
8. Войцеховський Михайло Якович
9. Войцеховський Яків Іванович
10. Войцеховський Антон Адамович
11. Войцеховський Гаврило Адамович
12. Войцеховський Йосип Мартинович
13. Галицький Микола Костянтинович
14. Голубовський Мар'ян Іванович
15. Длужевський Юліан Іванович
16. Єнджиєвський Альбін Людвігович
17. Єнджиєвський Броніслав Лаврентійович
18. Єнджиєвський Григорій Митрофанович
19. Єнджиєвський Іван Митрофанович
20. Єнджиєвський Мар'ян Лаврентійович
21. Завадський Домінік Феліксович
22. Залевський Йосип Миколайович
23. Заруцький Карл Францович
24. Капустинський Іван Станіславович
25. Карпинський Іван Іванович
26. Кухарський Франко Йосипович
27. Кухарський Юліан Йосипович
28. Левицький Антон Володимирович
29. Левицький Антон Іванович
30. Левицький Іван Стахович
31. Левицький Йосип Іванович
32. Левицький Семен Матвійович
33. Левицький Станіслав Йосипович
34. Левицький Франц Гнатович
35. Левицький Франц Йосипович
36. Левкович Іван Антонович
37. Лейнер Антон Іванович
38. Марчевський Владислав Павлович
39. Матвійчук Дорофій Дмитрович
40. Мокрицька Лизавета Феліксівна
41. Монжієвський Йосип Карлович
42. Новаковський Іван Ісакович
43. Новаковський (Новацький) Петро Павлович
44. Ольшевський Адольф Антонович
45. Ольшевський Антон Мартинович
46. Ольшевський Антон Михайлович
47. Ольшевський Іван Людвігович
48. Ольшевський Іван Францович
49. Ольшевський Мартин Адольфович
50. Ольшевський Мартин Казимирович
51. Ольшевський Мартин Михайлович
52. Ольшевський Микола Михайлович
53. Ольшевський Франц Іванович
54. Осінський Людвіг Францович
55. Островський Адольф Томашович
56. Островський Іван Лук'янович
57. Островський Фелікс Петрович
58. Островський Цезар Антонович
59. Поляковський Гаврило Михайлович
60. Рудяковський Семен Йосипович
61. Сарницький Адольф Васильович
62. Седлецький Йосип Іванович
63. Тимінський Франц Іванович
64. Трежімех Юзеф Юзефович
65. Щирський Петро Бенедиктович
66. Якусевич Альфонс Віцентієвич
67. Янковський Мартин Іванович
68. Янковський Микола Іванович
69. Ясиневич Іван Леонтійович
70. Ясінський-Павловський Франц Йосипович.

## Населення
Згідно з переписом населення 2001 року в селі мешкало 986 осіб.

### Мова
Розподіл населення за рідною мовою за даними :
| Мова       | Кількість | Відсоток |
| ---------- | --------- | -------- |
| українська | 975       | 98.88%   |
| російська  | 10        | 1.01%    |
| білоруська | 1         | 0.11%    |
| Усього     | 986       | 100%     |

## Постаті
У селі поховані
- Бочаров Денис Олександрович (1977-2014) — капітан Збройних сил України, учасник російсько-української війни.
- Камбаров Аки Анатолійович (1975—2014) — старшина Збройних сил України, учасник російсько-української війни.
- Тимощук Іван Вікторович — солдат Збройних сил України, загинув 2014 року в бою на українсько-російському кордоні.